# المخرف الأعلى (الحصن)

تعديل مصدري - تعديل

المخرف الأعلى هي إحدى قرى عزلة اليمانية العليا بمديرية الحصن التابعة لمحافظة صنعاء، بلغ تعداد سكانها 1363 نسمة حسب تعداد اليمن لعام 2004.